# Mag (kategóriaelmélet)
A kategóriaelméletben – illetve annak a matematika más ágaiban való alkalmazásaiban – a mag, más néven kernel a homomorfizmusok (például csoporthomomorfizmusok vagy modulushomomorfizmusok) magjának fogalmát általánosítja. Szemléletesen az {\displaystyle f:X\to Y} morfizmus magja a „lehető legáltalánosabb” {\displaystyle k:K\to X} morfizmus, ami f-fel komponálva zérót ad, azaz amire az {\displaystyle f\circ k} kompozíció a zéró morfizmus.

## Definíció
Legyen C egy kategória, amiben léteznek zéró morfizmusok. Ekkor ha f : X → Y egy tetszőleges morfizmus C-ben, akkor az f magját a következő univerzális tulajdonsággal definiáljuk. A mag egy K objektumból és egy k : K → X morfizmusból áll úgy, hogy
- f ∘ k a zéró morfizmus K-ból Y-ba
- Bármely k ′ : K ′ → X morfizmusra, amire f ∘ k ′ a zéró morfizmus, létezik egy egyértelmű u : K ′ → K morfizmus úgy, hogy k ∘ u = k ′.

A mag fenti definíciója az ekvalizátor fogalmának használatával a következőképp is írható: az f : X → Y morfizmus magja
ker(f) = eq(f, 0XY),
ahol 0XY a zéró morfizmus X-ből Y-ba.
Konkrét kategóriákban – azaz olyan kategóriákban, amik hűségesen beágyazhatók a halmazok kategóriájába – jellemzően a K objektumot értik a mag alatt, nem pedig a k morfizmust. Ilyenkor K tekinethető az X egy részhalmazának lenne, lehetővé téve, hogy k-t egyszerűen a megfelelő beágyazásnak tekintsük. Nem konkrét kategóriák esetében ezzel szemben szükség van a k morfizmusra annak leírására, hogy hogyan kell K-t az X részobjektumaként értelmezni. Ettől függetlenül mindig igaz, hogy k monomorfizmus.
Nem feltétlenül minden morfizmusnak van magja, de ha létezik mag, akkor minden akkor minden mag izomorf: ha k : K → X és ℓ : L → X az f : X → Y magjai, akkor létezik egy egyértelmű φ : K → L izomorfizmus úgy, hogy ℓ ∘φ = k .

## Példák
A mag fogalma jelen van számos absztrakt algebrai kategóriában, például a csoportok vagy egy adott gyűrű feletti (bal)modulusok kategóriájában (ez magában foglalja az egy adott test feletti vektorterek kategóriáját is). Valóban, legyen f : X → Y egy homomorfizmus ezen kategóriák valamelyikében. Legyen K a homomorfizmus magja a szokott értelemben (azaz csoportok esetében az Y egységelemének ősképe, modulusok esetében a zéróelem ősképe). Ekkor K részobjektuma (részcsoportja, részmodulusa) X-nek, és a {\displaystyle K\hookrightarrow X} beágyazás a fent definiált kategóriaelméleti mag.
Az egységelemes gyűrűk kategóriájában nem léteznek magok: valóban, a kategóriában már zéró morfizmusok sem léteznek. Az egységelemes gyűrűk kategóriája ugyanakkor nem teljes részkategóriaként beágyazható a nem feltétlenül egységelemes gyűrűk kategóriájába. Utóbbiban létezik zéró objektum: az egyetlen elemből álló zéró gyűrű. Ezért léteznek zéró morfizmusok és magok is.

## Kapcsolat más kategóriaelméleti fogalmakkal
A mag duálisa a komag, azaz egy morfizmus magja az oppozit kategóriában a morfizmus komagja az eredeti kategóriában és viszont.

Minden mag – mint minden ekvalizátor – monomorfizmus. Megfordítva, egy monomorfizmust normálisnak nevezünk, ha magja egy morfizmusnak. Egy kategóriát akkor nevezünk normálisnak, ha minden monomorfizmus normális.
Minden Abel-kategória normális. Sőt, ennél több is elmondható: egy morfizmus komagjának magja (ez létezik, mert egy Abel-kategóriában tetszőleges magok és komagok léteznek) a morfizmus képe lesz, azaz
im f = ker coker f (Abel-kategóriában)
Ha m egy monomorfizmus, akkor megegyezik a saját képével. Tehát az Abel-kategóriák nemcsak normálisak – azaz minden monomorfizmus mag –, hanem azt is tudjuk, hogy a monomorfizmus melyik morfizmus magja: a kokernelének. Képlettel:
m = ker (coker m) (egy Abel-kategória monomorfizmusaira)

## Fordítás
- Ez a szócikk részben vagy egészben  a   Kernel (category theory) című angol Wikipédia-szócikk ezen változatának fordításán alapul.  Az eredeti cikk szerkesztőit annak laptörténete sorolja fel. Ez a jelzés csupán a megfogalmazás eredetét és a szerzői jogokat jelzi, nem szolgál a cikkben szereplő információk forrásmegjelöléseként.